# Chancen, die ich meine
Chancen, die ich meine: Ein persönliches Bekenntnis (eng. Free to Choose: A Personal Statement) ist ein 1980 erschienenes Sachbuch der Wirtschaftswissenschaftler Milton und Rose Friedman, das von einer zehnteiligen Fernsehserie begleitet wurde. Das Buch argumentiert für die Vorteile der freien Marktwirtschaft. Das Buch stand 5 Wochen lang auf der Bestsellerliste der USA und war das Sachbuch des Jahres 1980. Es wurde seitdem in über 14 Sprachen übersetzt.
Milton Friedman erhielt 1976 den Alfred-Nobel-Gedächtnispreis für Wirtschaftswissenschaften.

## Übersicht
Milton und Rose Friedman vertreten in ihrem Buch die These, dass der freie Markt allen Mitgliedern einer Gesellschaft den größten Nutzen bringt. Außerdem liefern sie Beispiele, wie der freie Markt Wohlstand schafft. Sie behaupten, dass nur eine freie Marktwirtschaft die Probleme einer modernen Industriegesellschaft lösen kann. Denn alle anderen Ansätze seien zum Scheitern verurteilt.
Daneben wurde auch eine 10-teilige Fernsehsendung vom amerikanischen Sender Public Broadcasting Service (PBS) produziert und ausgestrahlt. Das allgemeine Format einer Folge bestand aus 2 Teilen: Zunächst lieferte Milton Friedman ökonomische Argumente für die Überlegenheit des freien Marktes. Dies wurde begleitet von einer Reihe von Erfolgs- und Misserfolgsgeschichten in der Wirtschaftsgeschichte, welche zur Untermauerung seiner Thesen dienen sollten. Zum Beispiel wird Hongkong für seine freien Märkte gelobt, während an Indiens ökonomischen Problemen das Scheitern zentralisierter Planung aufgezeigt werden soll. Nach diesem ersten Teil nahm Friedman an einer von Robert McKenzie moderierten Debatte teil, an der eine Reihe ausgewählter Diskutanten aus Gewerkschaften, der Wissenschaft und der Geschäftswelt teilnahmen, darunter z. B. Donald Rumsfeld (damals GD Searle & Company) und Frances Fox Piven von der City University of New York. Die Gesprächspartner konfrontierten Friedman mit Gegenargumenten und Einwänden und dieser würde versuchen, seine Thesen zu verteidigen.
Eine zweite Staffel wurde 1990 ausgestrahlt, wobei Linda Chavez die Folgen moderierte. Arnold Schwarzenegger, Ronald Reagan, Steve Allen und George Shultz gaben für jede Episode eine persönliche Einführung. Diesmal diskutierte Friedman nach dem ersten Teil mit nur einem intellektuellen Kritiker, um die in der Folge aufgeworfenen Fragen zu erörtern.

## Positionen
Die Friedmans befürworten eine Laissez-Faire-Wirtschaftspolitik und kritisieren eine interventionistische Politik hinsichtlich ihrer Kosten für die persönlichen Freiheiten und die wirtschaftliche Effizienz.
Sie argumentieren, dass der internationale Freihandel durch Zölle und Protektionismus eingeschränkt wurde, während der inländische freie Binnenhandel und die Freiheit der Individuen durch hohe Steuern und Vorschriften eingeschränkt wurden. Sie verweisen auf das Vereinigte Königreich des 19. Jahrhunderts, die Vereinigten Staaten vor der Weltwirtschaftskrise und das moderne Hongkong als ideale Beispiele für eine minimalistische Wirtschaftspolitik. Ferner kontrastieren sie das Wirtschaftswachstum Japans nach der Meiji-Restauration mit der wirtschaftlichen Stagnation Indiens nach seiner Unabhängigkeit vom britischen Empire und argumentieren, dass Indien trotz seines überlegenen wirtschaftlichen Potenzials aufgrund seiner zentralisierten Planung schlechter abgeschnitten hat.
Sie argumentieren, dass sogar Länder mit sozialistischen Zentralverwaltungswirtschaften wie die Sowjetunion oder Jugoslawiens, gezwungen waren, Marktmechanismen einzuführen, um ihren völligen ökonomischen Zusammenbruch zu verhindern.
Die Autoren sprechen sich gegen die staatliche Besteuerung von Gas und Tabak sowie gegen die staatliche Regulierung der öffentlichen Schulsysteme aus.
Die Friedmans argumentieren, dass die Federal Reserve die Great Depression verschärfte, indem sie es versäumte, den Rückgang der Geldmenge in den Jahren davor zu verhindern. Sie argumentieren ferner, dass die amerikanische Öffentlichkeit die Depression fälschlicherweise als Folge eines Versagens des Kapitalismus und nicht des Staates wahrgenommen habe und dass die Depression dem Federal Reserve Board ermöglichte, seine Kontrolle über das Währungssystem trotz seines Versagens weiter zu zentralisieren.
Zum Thema Wohlfahrt und Sozialstaat argumentieren die Friedmans, dass die Vereinigten Staaten ein höheres Maß an Freiheit und Produktivität bewahrt haben, indem sie die Verstaatlichungen und umfassenden Wohlfahrtssysteme westeuropäischer Länder wie Großbritannien und Schweden vermieden haben. Dies wird besonders an der Stagflation der genannten Länder aufgezeigt. Sie argumentieren jedoch auch, dass die amerikanischen Sozialprogramme seit dem New Deal schädlich waren. Sie argumentieren auch, dass das Social-Security-System grundlegend fehlerhaft ist, dass die Sozialwohnungsprogramme zu Rassismus und Ungleichheit von Weißen und Schwarzen, sowie zu verminderter Qualität von Wohnungen für niedrige Einkommen betragen. Außerdem wird die These aufgestellt, dass Medicare und Medicaid für steigende Gesundheitspreise in den Vereinigten Staaten verantwortlich sind. Sie schlagen vor, den gegenwärtigen Sozialstaat vollständig durch eine negative Einkommenssteuer zu ersetzen.
Die Friedmans argumentieren, dass ein Rückgang der Bildungserfolge in den Vereinigten Staaten das Ergebnis einer zunehmenden staatlichen Kontrolle des Bildungssystems ist, die bis in die 1840er Jahre zurückreicht. Sie schlagen ein Gutscheinsystem als politisch machbare Lösung vor.
Sie führen die Rezession in den 1970er Jahren und die geringere Qualität von Konsumgütern auf umfangreiche staatliche Regulationen seit den 1960er Jahren zurück und befürworten die Abschaffung der Food and Drug Administration, der Interstate Commerce Commission, der Consumer Product Safety Commission, Amtrak und Conrail. Sie argumentieren, dass die Energiekrise durch die Abschaffung des Energieministeriums und die Preisuntergrenzen für Rohöl gelöst werden würde. Sie empfehlen, die Environmental Protection Agency und die Umweltverordnungen durch ein Gebühren-System zu ersetzen.
Die Friedmans kritisieren Gewerkschaften dafür, dass sie durch die Durchsetzung zu hoher Löhne die Preise erhöhen und die Nachfrage senken und durch die Begrenzung von Arbeitsplätzen zur Arbeitslosigkeit beitragen. Sie argumentieren, dass die Inflation durch übermäßige Staatsausgaben und die Vollbeschäftigungspolitik verursacht wird. Sie fordern eine strengere Kontrolle der Geldmenge, obwohl dies aufgrund der Unterbrechung der Lohn-Preis-Spirale zu einer vorübergehenden Phase hoher Arbeitslosigkeit und geringem Wachstum führen wird.
Im letzten Kapitel nehmen sie die jüngsten politischen Ereignisse zur Kenntnis, die eine Rückkehr zu den Prinzipien des freien Marktes im akademischen Denken und in der öffentlichen Meinung nahelegen, und sprechen sich für eine „wirtschaftliche Bill of Rights“ aus, um die Veränderungen zu zementieren.

## TV-Folgen (Version 1980)
1. Die Macht des Marktes (The Power of the Market)
2. Die Tyrannei der Kontrolle (The Tyranny of Control)
3. Anatomie der Krise (Anatomy of Crisis)
4. Von der Wiege bis ins Grab (From Cradle to Grave)
5. Gleich geschaffen (Created Equal)
6. Was ist los mit unseren Schulen? (What’s Wrong with Our Schools?)
7. Wer schützt den Verbraucher? (Who Protects the Consumer?)
8. Wer schützt den Arbeiter? (Who Protects the Worker?)
9. Wie man die Inflation heilt (How to Cure Inflation)
10. So bleiben wir frei (How to Stay Free)

## TV-Folgen (Version 1990)
1. Die Macht des Marktes (The Power of the Market – Einführung von Arnold Schwarzenegger)
2. Die Tyrannei der Kontrolle (The Tyranny of Control – Einführung von George Shultz)
3. Freiheit und Wohlstand (Freedom and Prosperity – Einführung von Ronald Reagan)
4. Das Scheitern des Sozialismus (The Failure of Socialism – Einführung von David Friedman)
5. Gleich geschaffen (Created Equal – Einführung von Steve Allen)